# Вила Ђици (Ријети)
Вила Ђици је насеље у Италији у округу Ријети, региону Лацио.
Према процени из 2011. у насељу је живело 54 становника. Насеље се налази на надморској висини од 898 м.